# قلج ارسلان سوم
قلج ارسلان سوم (به ترکی استانبولی: Kılıç Arslan) یکی از سلاطین سلجوقیان روم برای مدت کوتاهی بین سال‌های ۱۲۰۴ و ۱۲۰۵ بود.